# General Motors EN-V

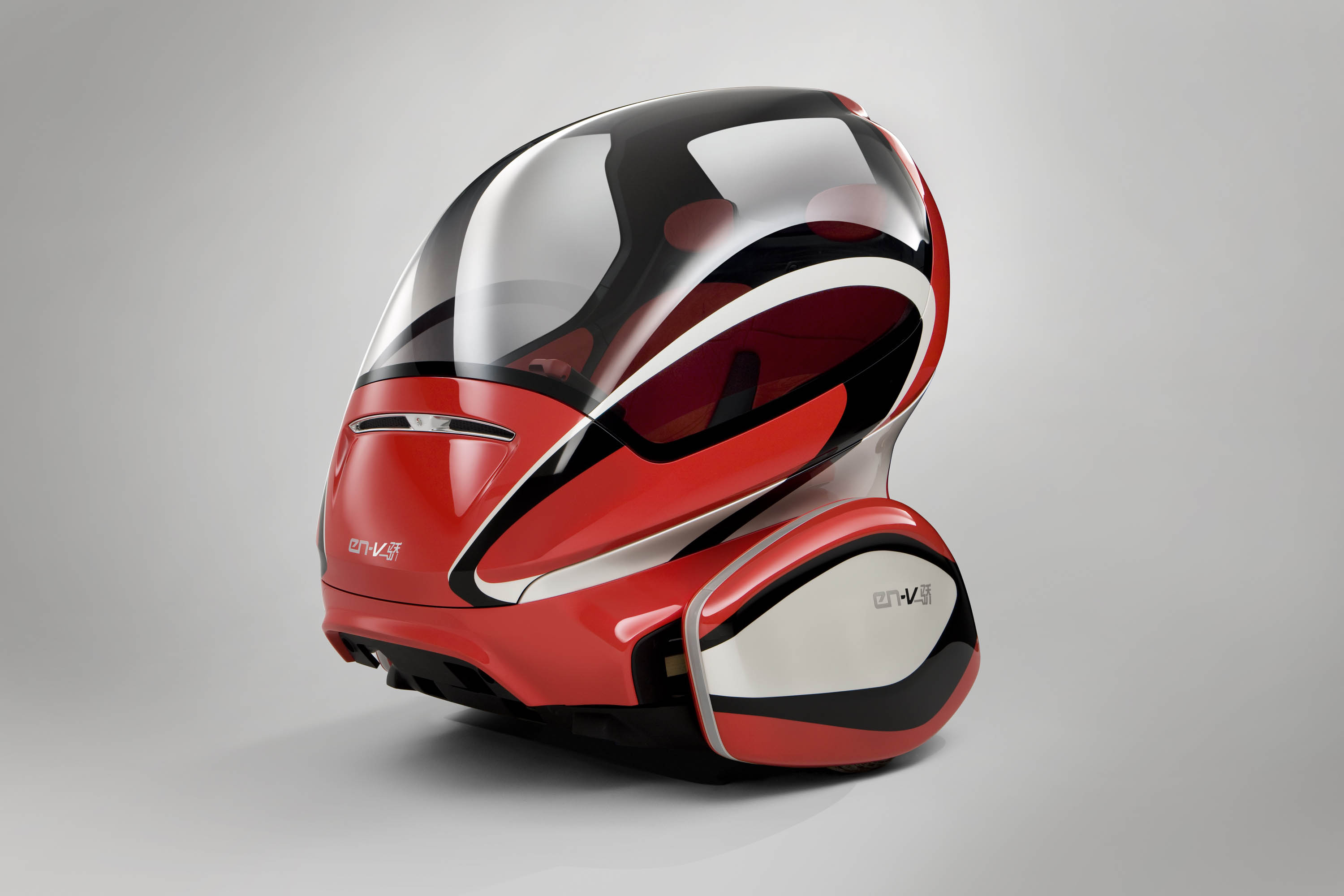
EN-V Pride (Jiao, 骄).

General Motors EN-V (Electric Networked-Vehicle) é um carro de dois lugares desenvolvido pela Segway and General Motors que pode dirigir com direção automática.
Foi anunciado em 2009. the EN-V was unveiled at the joint GM & SAIC pavilion at the Expo 2010 in Shanghai from 1 May through 31 October 2010.